# Глызина, Надежда Сергеевна
 Надежда Сергеевна Глызина (в девичестве — Федотова; род. 20 мая 1988, Кириши, Ленинградская область) — российская ватерполистка, нападающая команды КИНЕФ-Сургутнефтегаз и сборной России. Бронзовый призёр летних Олимпийских игр 2016, заслуженный мастер спорта России.

## Карьера
На Олимпиаде в Рио-де-Жанейро в составе национальной сборной России завоевала бронзовую медаль, став лучшим бомбардиром российской сборной на турнире.

## Награды
- Медаль ордена «За заслуги перед Отечеством» II степени (25 августа 2016 года) — за высокие спортивные достижения на Играх XXXI Олимпиады 2016 года в городе Рио-де-Жанейро (Бразилия), проявленные волю к победе и целеустремлённость[4].